# 1-я Карачаровская улица
1-я Карача́ровская улица (название утверждено 8 мая 1950 года) — улица в Москве, на территории района Нижегородский Юго-Восточного административного округа (исторический район Карачарово). Улица проходит от 2-й Карачаровской улицы до пересечения Перовского и Карачаровского шоссе.

## История
С 1930-х годов село Карачарово вошло в черту подмосковного города Перово, который в свою очередь 1960 году вошёл в состав Москвы. А территория к северу от железнодорожной платформы «Нижегородская», где располагались посёлки Фрезер, Кавказ и Карачарово, вошла в состав Москвы уже к 1950 году.
8 мая 1950 года решением Исполнительного Комитета Московского городского Совета улица без названия в Старом Карачаровском посёлке стала именоваться 1-я Карачаровская улица. Тогда же получили своё названия 2-я и 3-я Карачаровские улицы.
Кроме того об исчезнувшем селе напоминают названия 1-го и 2-го Карачаровского проезда, Карачаровского шоссе).

## Здания и сооружения
По нечётной стороне:
- дом 15 — строительный колледж № 26
- дом 17 — жилой дом
- дом 23 — жилой дом

По чётной стороне:
- дом 8 (со всеми строениями) — обширная территория деревообрабатывающего комбината № 3 (ДОК-3)
- дом 10 — Медицинская Торговая Компания (МТК)
- Скульптурная композиция с В. И. Лениным
- Памятник работникам ДОКа, погибшим в Великую Отечественную войну

## Транспорт

### Ближайшие станции метро
- Станция метро «Стахановская»

### Наземный транспорт
Общественный транспорт по улице не ходит. В начале улицы, на пересечении Перовского и Карачаровского шоссе расположена конечная автобусная станция «Карачарово», обслуживающая маршруты:
| 624:  | Карачарово • Нижегородская • Андроновка • Авиамоторная • Красные Ворота                              |
| 695:  | Карачарово • Нижегородская • Авиамоторная • Сортировочная • Электрозаводская • Электрозаводский мост |
| с679: | Карачарово • Андроновка • Нижегородская • Авиамоторная • Серп и Молот                                |

«→» — остановки проходятся только при движении в прямом направлении; «←» — остановки проходятся только при движении в обратном направлении.